# Duval Street
Pour les articles homonymes, voir Duval.
Duval Street est la rue principale de Key West, île américaine de l'archipel des Keys, en Floride. Elle la traverse en reliant le golfe du Mexique au nord à l'océan Atlantique au sud.